# Alexander Lucas

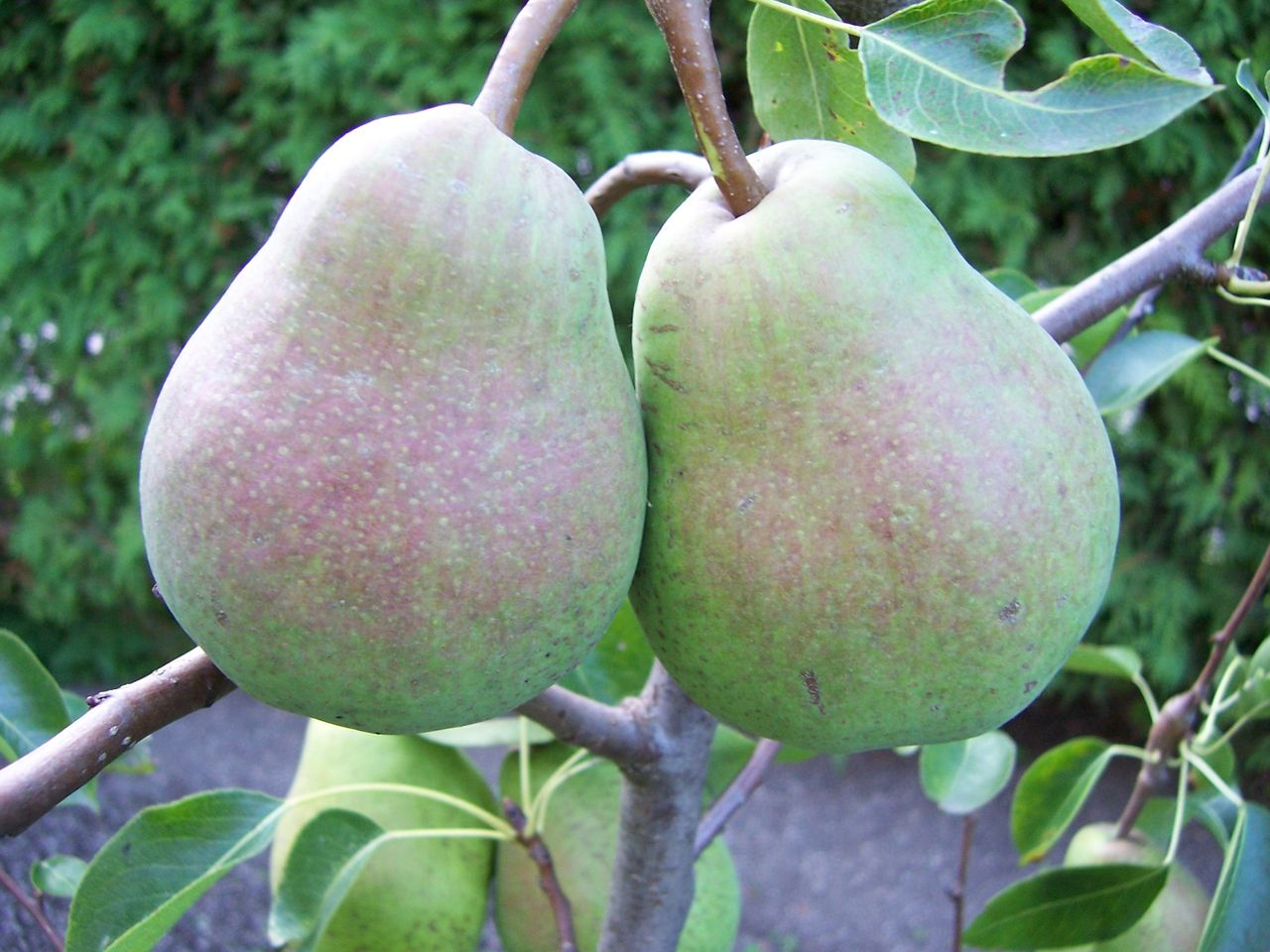
Früchte am Baum

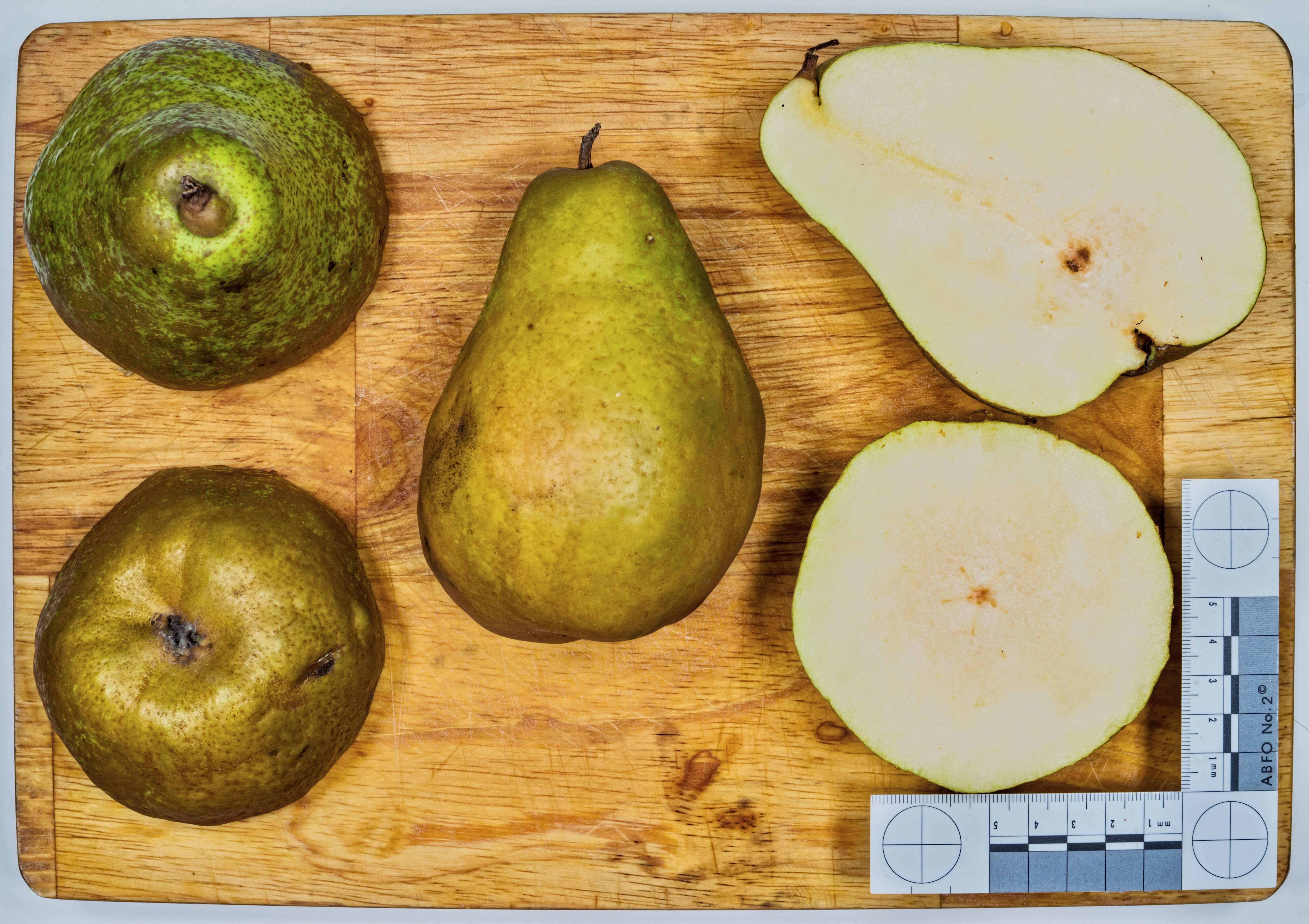
Ansichten der Frucht

Die Birnensorte Alexander Lucas (Pyrus communis ‘Alexander Lucas’), auch ‘Lucas Alexander’, wurde erstmals 1874 von der Baumschule Transon in Orléans angebaut und verbreitet, nachdem sie einige Jahre zuvor in einem Wald bei Blois in Frankreich vom namensgebenden Alexandre Lucas entdeckt worden war. Der zuerst in Frankreich verwendete Name lautete Beurré Alexandre Lucas. Sie ist sehr robust, leidet kaum an Krankheiten, und findet daher in Gärten große Verbreitung, zumal sie eine schmelzende Frucht mit einem guten Aroma vereinigt.

## Baum

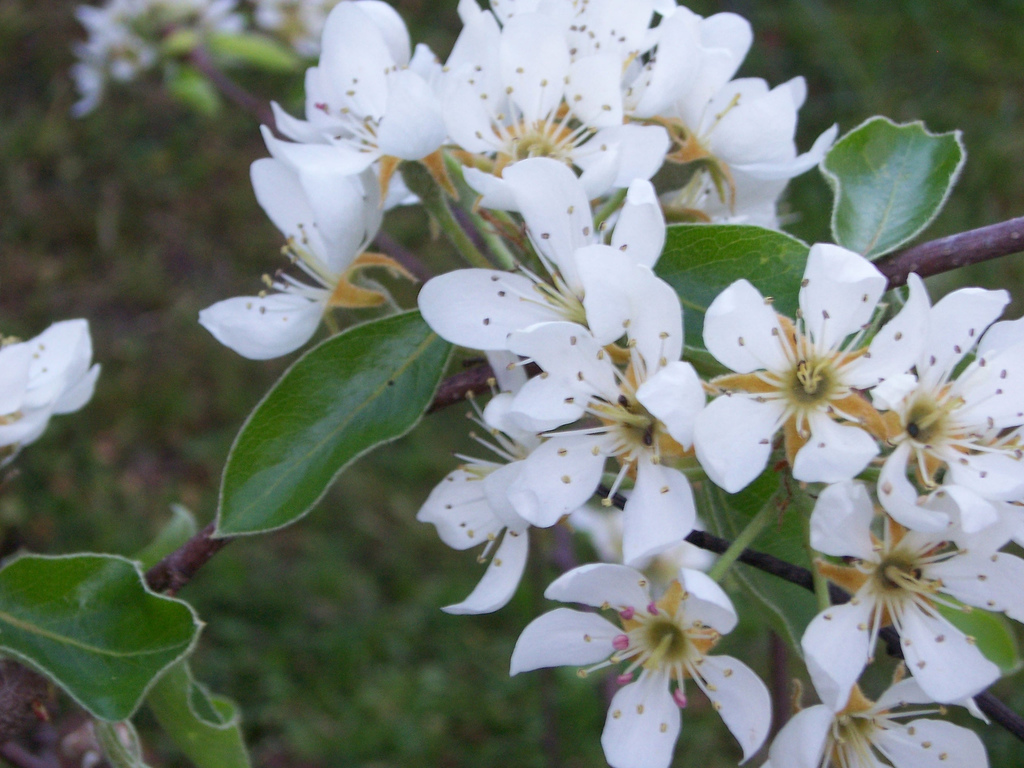
Birnbaumblüte der Sorte ‘Alexander Lucas’

Der Baum wächst mittelstark und lässt sich in alle Baumformen erziehen. Die Blüte setzt mittelfrüh ein, die Blütenblätter überlappen oder berühren sich nicht. Da es sich um eine triploide Sorte mit dreifachem Chromosomensatz handelt, ist Alexander Lucas keine geeignete Befruchtersorte für andere Birnbäume, nimmt sonst aber Pollen von fast allen anderen Pyrus-Formen (also auch Zierbirne, Asienbirne usw.) an. Zuweilen kommt es zur Ausbildung parthenokarper Früchte, sodass auch bei Blütenfrost Ertrag möglich wird.

## Frucht

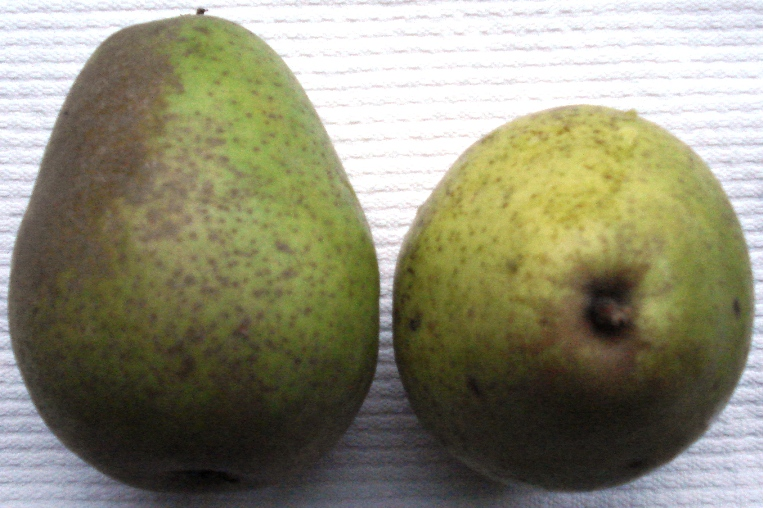
Reife Früchte der Sorte ‘Alexander Lucas’

Die Frucht ist groß und wiegt etwa 150 bis 250 Gramm, sie hängt an einem kurzen, dicken Stiel. Die Form ist breit birnenförmig bis kegelförmig mit glatter Schale. Die Grundfarbe ist ein helles Grün, bei Vollreife auch hellgelb mit einem orangefarbenen Fleck auf der Sonnenseite. Das hellgelbe bis weißliche Fruchtfleisch ist schmelzend und saftig, aber etwas körnig. Der Geschmack ist süß, mit wenig Säure, das Aroma wird als nur mittelmäßig beurteilt. Das kleine Kerngehäuse sitzt nahe der Kelchseite der Frucht.

## Erntezeit und Lagerung
Die Erntezeit beginnt Mitte September. Die Früchte können etwa zwei bis drei Monate eingelagert werden, in speziellen Kühllagern auch bis zu sechs Monate. Die gute Lagerfähigkeit und der regelmäßig hohe Ertrag sind die Hauptgründe für den Anbau dieser Sorte.